# Genossenschaft Migros Zürich
Die Genossenschaft Migros Zürich (GMZ) ist eine von zehn Genossenschaften der Migros. Sie hat ihren Sitz in Zürich und ist ein rechtlich eigenständiges Unternehmen innerhalb des Migros-Genossenschafts-Bundes (MGB). Die Migros Zürich entstand 1941 aus der Umwandlung der seit 1925 bestehenden Hauptniederlassung der Migros AG. Durch die Übernahme der Handelssparte von Tegut ist die GMZ-Gruppe seit 2013 auch in Deutschland tätig.

## Organisation und Kennzahlen

### GMZ

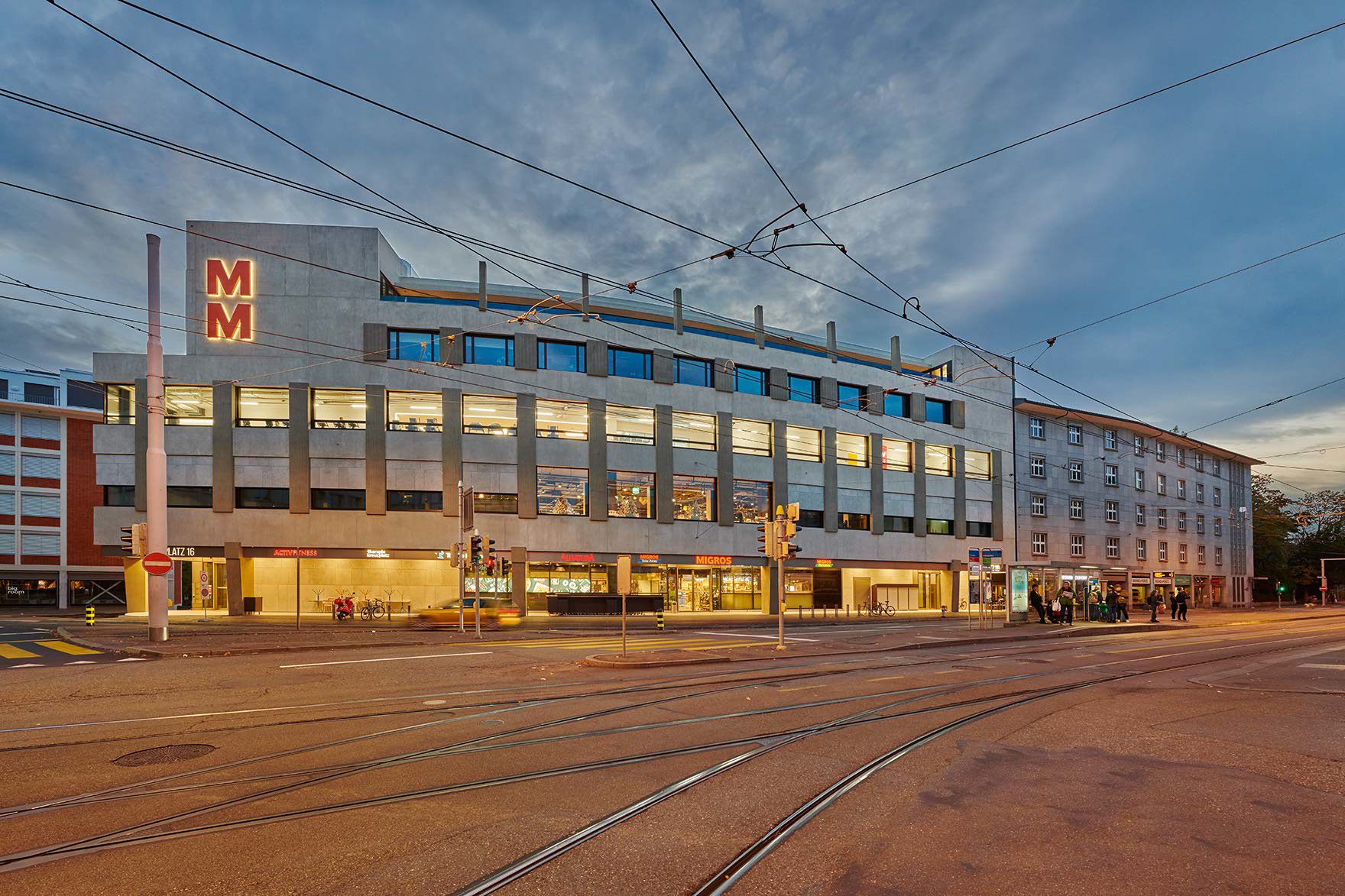
MM-Filiale am Kreuzplatz in Zürich

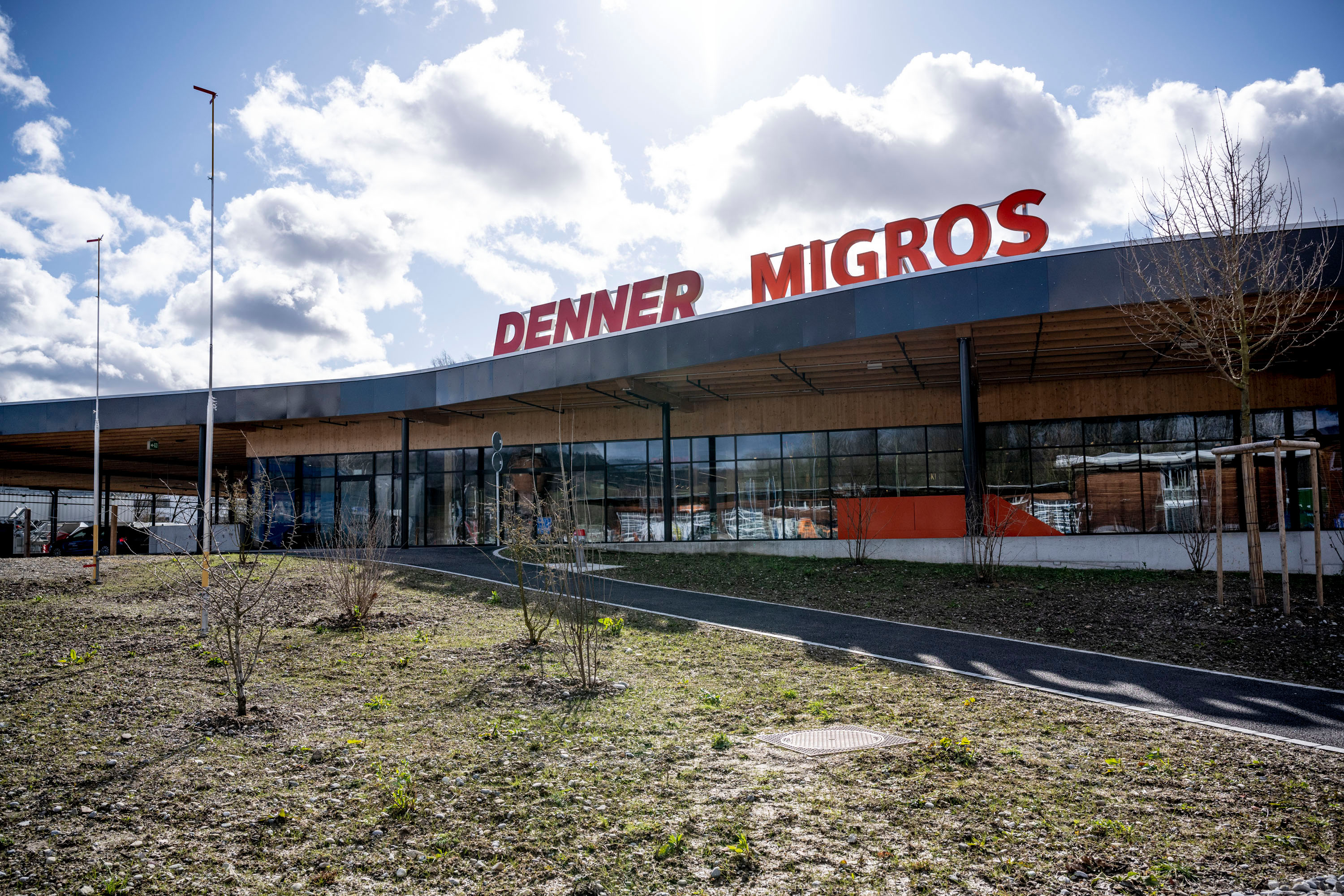
Migros-Filiale in Schlieren-Rietbach

Das Einzugsgebiet der Migros Zürich umfasst den Kanton Zürich (ohne die Bezirke Andelfingen, Hinwil und Winterthur), den Kanton Glarus, die Region See-Gaster im Kanton St. Gallen sowie den nördlichen Teil des Kantons Schwyz. Am Genossenschaftskapital des MGB hält sie einen Anteil von 32,3 %. Im Jahr 2024 zählte die Migros Zürich 333'930 Genossenschafter, die durch einen alle vier Jahre neu gewählten Genossenschaftsrat mit 60 Mitgliedern vertreten werden. Zwölf der Ratsmitglieder sind gleichzeitig Delegierte an die Delegiertenversammlung des MGB. 2024 erwirtschafteten 6'619 Mitarbeitende einen Umsatz von 2,626 Milliarden Franken, wobei der Verlust 125 Millionen Franken betrug. Der Hauptsitz der Genossenschaft ist das Verteilzentrum Herdern in Zürich.
Um die Effektivität des Supermarktgeschäft zu steigern nahm am 1. Januar 2024 die zentral gesteuerte Migros Supermarkt AG als Tochterunternehmen des MGB den Betrieb auf.

### GMZ-Gruppe
Die GMZ-Gruppe besteht aus der eigentlichen Genossenschaft und drei Tochtergesellschaften, die zu 100 % in ihrem Besitz sind (Movemi, Tegut, Ospena Group). 2024 betrug der Gesamtumsatz der Gruppe 4,174 Milliarden Franken, wobei sich der Verlust im Vergleich zum Vorjahr von rund 39 auf 116 Millionen Franken erhöhte. Gemessen am Umsatz ist die Gruppe seit der Übernahme von Tegut die grösste aller Migros-Genossenschaften, wobei bei den eigentlichen Genossenschaften die Migros Aare führend ist.

## Geschäftstätigkeit

### Hauptunternehmen
Zur GMZ gehören (Stand 2022):
- 104 Super- und Verbrauchermärkte (inkl. Outlet Migros, Migros Express)
- 30 Fachmärkte (Do it+Garden, Micasa, Melectronics, SportX, Obi)
- 20 Alnatura Bio Super Märkte (schweizweit)
- 15 VOI Migros Partner und 2 Migros Partner (Franchising)[10]
- 64 Gastronomiebetriebe (Migros-Restaurant, M-Take-away, Gemeinschaftsgastronomie, Freizeitanlagen)
- 2 Eventhallen (Halle 550, StageOne)
- 1 Bridge (Europaallee)

Ebenso ist die Genossenschaft im Auftrag der 1946 von Gottlieb Duttweiler und Adele Duttweiler-Bertschi gegründeten Stiftung Stiftung Im Grüene für den Unterhalt des Parks im Grüene in Rüschlikon zuständig.

### Tochtergesellschaften der GMZ-Gruppe

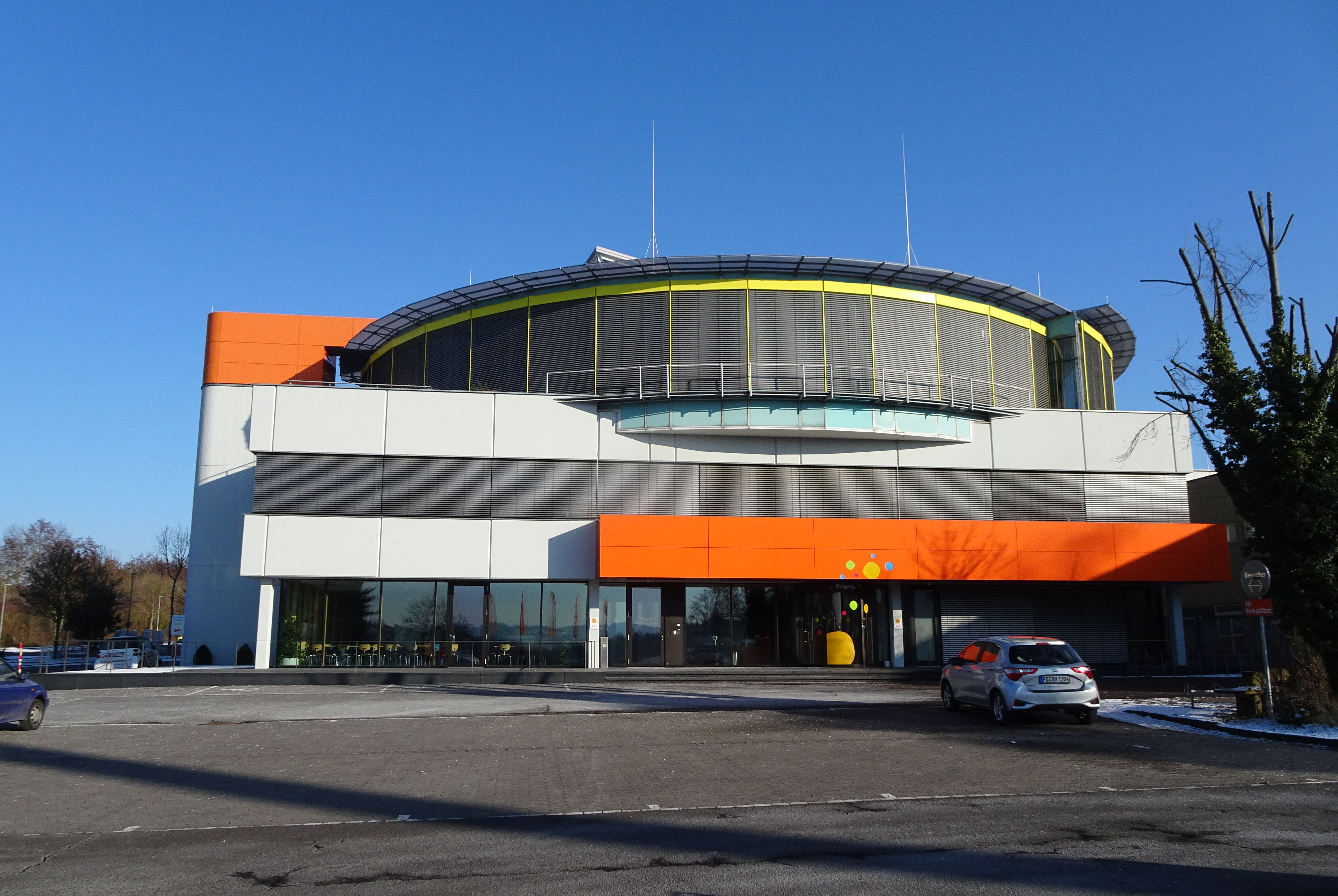
Tegut-Zentrale in Fulda

Zur GMZ-Gruppe gehören folgende Unternehmen:
- Der Hauptfokus der in Deutschland tätigen Detailhandelskette Tegut mit Sitz in Fulda liegt im Bereich Bio-Lebensmittel. 2021 war Tegut mit 296 Filialen in sechs Bundesländern vertreten, mit Schwergewicht in Hessen, Thüringen und in der bayrischen Region Franken. Dabei erzielten 8'300 Mitarbeiter einen Umsatz von umgerechnet 1,350 Milliarden Franken.[12]
- Movemi ist ein Unternehmen mit Sitz in Zürich, das in allen Regionen der Schweiz Fitnessstudios betreibt und damit Marktführerin in diesem Segment ist. Im Jahr 2021 erzielten 2'160 Mitarbeiter (überwiegend Teilzeitangestellte) einen Umsatz von 48,3 Millionen Franken.[13]
- Die Ospena Group mit Sitz in Zürich betreibt 21 Restaurants mit italienischer Küche sowie ein Boutique-Hotel mitsamt Restaurant und Café. 2021 erzielte sie mit 466 Mitarbeiten einen Umsatz von 49,5 Millionen Franken.[14]

## Geschichte

### Die ersten Jahre

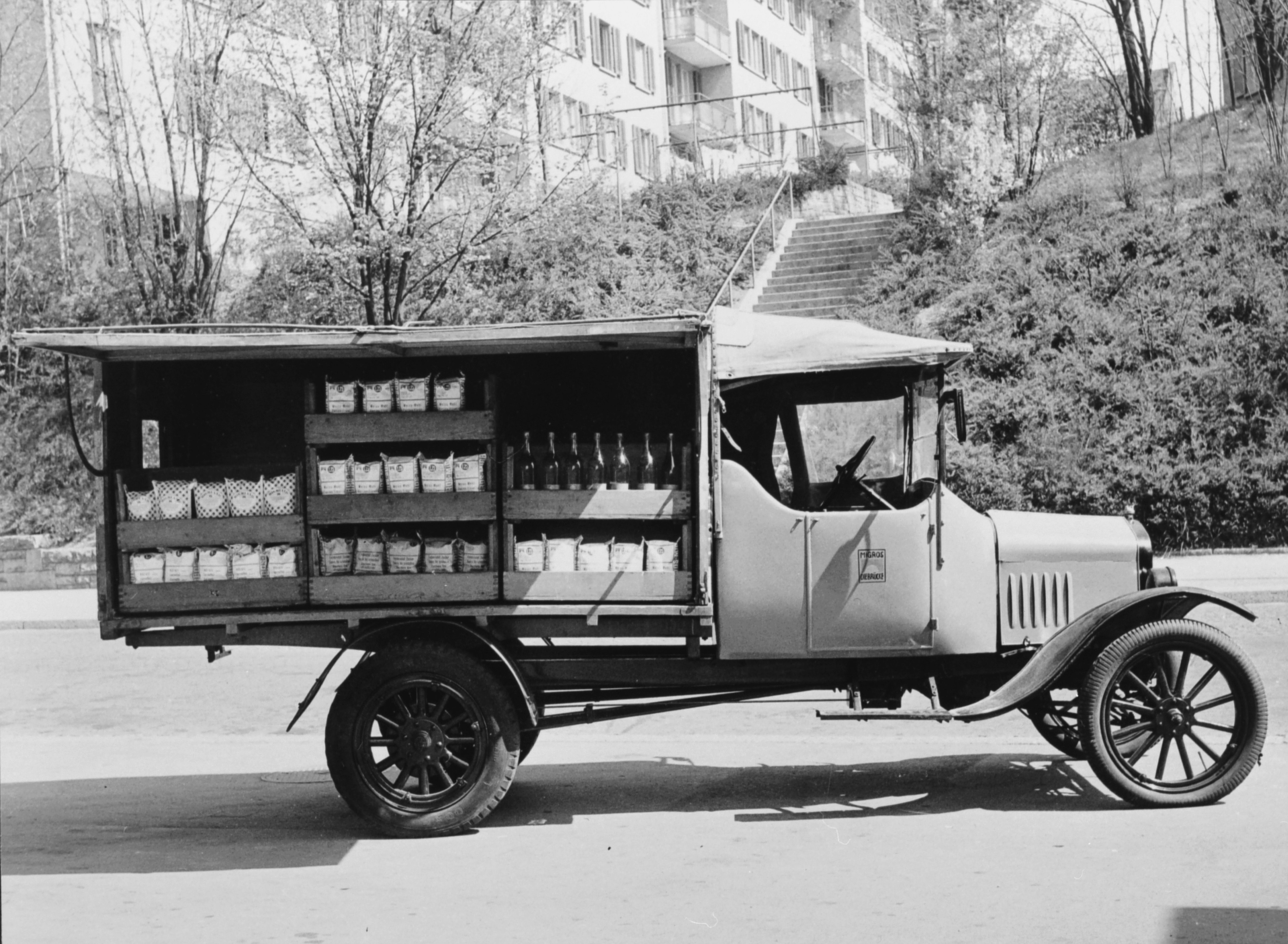
Einer der ersten Verkaufswagen der Migros (1925)

In den ersten Jahren ihres Bestehens war die Migros in Zürich mit der Migros AG als Ganzes identisch. Sie hatte ihren Sitz zunächst in zwei Büroräumen an der Hafnerstrasse nahe dem Hauptbahnhof; nach kurzer Zeit zog sie an die Ausstellungsstrasse in der Nähe des Limmatplatzes um, wo sich auch das Lager befand. Am 25. August 1925 verkehrten von dort aus die ersten Verkaufswagen. In derselben Strasse eröffnete die Migros im Dezember 1926 ihren ersten Laden. Die Zürcher Zentrale war zunächst für die Belieferung sämtlicher Verkaufswagen und Läden in anderen Kantonen zuständig, bis zur Gründung von Zweigniederlassungen in Basel, Bern und St. Gallen im Jahr 1930 (zwei weitere kamen 1932 in Luzern und Schaffhausen hinzu), wobei diese eine Zeitlang betrieblich abhängig blieben. Im Sommer 1931 bezog die Migros das leerstehende Fabrikgebäude der Seidenfärberei Meier als neue Betriebszentrale, die Adresse Limmatstrasse 152 ist bis heute die gleiche wie jene des Hauptsitzes des Migros-Genossenschafts-Bundes (MGB).
Im Gegensatz zu anderen Kantonen machten die Behörden des Kantons Zürich der Migros AG zunächst relativ faire Auflagen. Beispielsweise durften Kunden nicht durch Rufe oder Signale angelockt werden und die Verkaufswagen mussten auf der linken Strassenseite anhalten. Der Zürcher Regierungsrat setzte sich 1927 sogar beim Bundesrat dafür ein, dass die von der Migros angebotenen Waren nicht unter das Hausiererverbot fielen. Mit der Laissez-faire-Haltung des Regierungsrates waren die Verbände der Gewerbetreibenden und Lebensmittelhändler sowie ihnen nahestehende Politiker nicht einverstanden. 1932 forderten sie vergeblich eine Änderung des Hausierergesetzes, verbunden mit einer Gebührenerhöhung von bisher 18 auf neu 300 Franken monatlich pro Verkaufswagen. Die Fraktion der Bauern-, Gewerbe- und Bürgerpartei im Kantonsrat reichte am 19. April 1933 eine Motion auf Erhöhung der Gebühren für «fahrende Läden» ein, die mit 107:6 Stimmen überwiesen wurde. Im November 1933 forderte der Ausschuss des Verbandes der Gemeindepräsidenten des Kantons Zürich vom Regierungsrat ebenfalls Gebühren von 300 Franken monatlich – er begründete dies mit angeblichen Steuerausfällen bei ortsansässigen Lebensmittelhändlern.
Angesichts des steigenden politischen Drucks seitens der Mittelstandsvertreter startete Duttweiler am 11. Mai 1934 eine Petition, mit der die Behörden ersucht werden sollten, die «leistungsfähige und leistungswillige» Migros nicht mit «Spezialsteuern» zu belasten. Innerhalb von drei Monaten kamen 115'755 Unterschriften zusammen. Dessen ungeachtet legte der Regierungsrat dem Kantonsrat am 7. Februar 1935 eine Gesetzesänderung vor, worauf die Parlamentarier am 4. Mai 1936 nach längeren Beratungen mit 74:49 Stimmen eine Monatsgebühr von 385 Franken je Wagen beschlossen. Das Ergebnis der darauf folgenden Volksabstimmung vom 13. Dezember 1936 fiel deutlich zugunsten der Migros aus: Die Gesetzesänderung wurde mit 86'357 zu 38'519 Stimmen abgelehnt. Weniger Erfolg hatte die Migros im Kanton Glarus, wo die Landsgemeinde die monatliche Verkaufswagengebühr auf 550 Franken festsetzte. Da die Migros im Hauptort Glarus bereits einen Laden führte, verzichtete sie bis 1957 auf den geplanten Einsatz von Verkaufswagen.

### Entwicklung der Genossenschaft
Am 24. März 1941 erfolgte die Gründung der Genossenschaft Migros Zürich (GMZ). Zu ihrem Einzugsgebiet gehörten damals die Kantone Zürich, Glarus, Luzern, Schaffhausen und Zug, ebenso der östliche Teil des Kantons Aargau sowie der westliche Teil der Kantone St. Gallen und Thurgau. Die anfänglich mitbetreuten Kantone erhielten bald eigene Genossenschaften und erlangten nach einigen Jahren auch die betriebliche Unabhängigkeit. 1957 stimmten die Genossenschaftsmitglieder der Gründung einer eigenen Genossenschaft für die Region um Winterthur zu, die am 12. Juni 1958 gegründet wurde und neun Jahre später mit der Schaffhauser Genossenschaft fusionierte. Die Zürcher stimmten 1958 erneut einer Verkleinerung ihres Einzugsgebiets zu, worauf am 8. April desselben Jahres die Gründung der Genossenschaft Migros Glarus erfolgte. Diese litt aber jahrelang unter ihrer Kleinräumigkeit, weshalb sie 1969 wieder in der GMZ aufging.

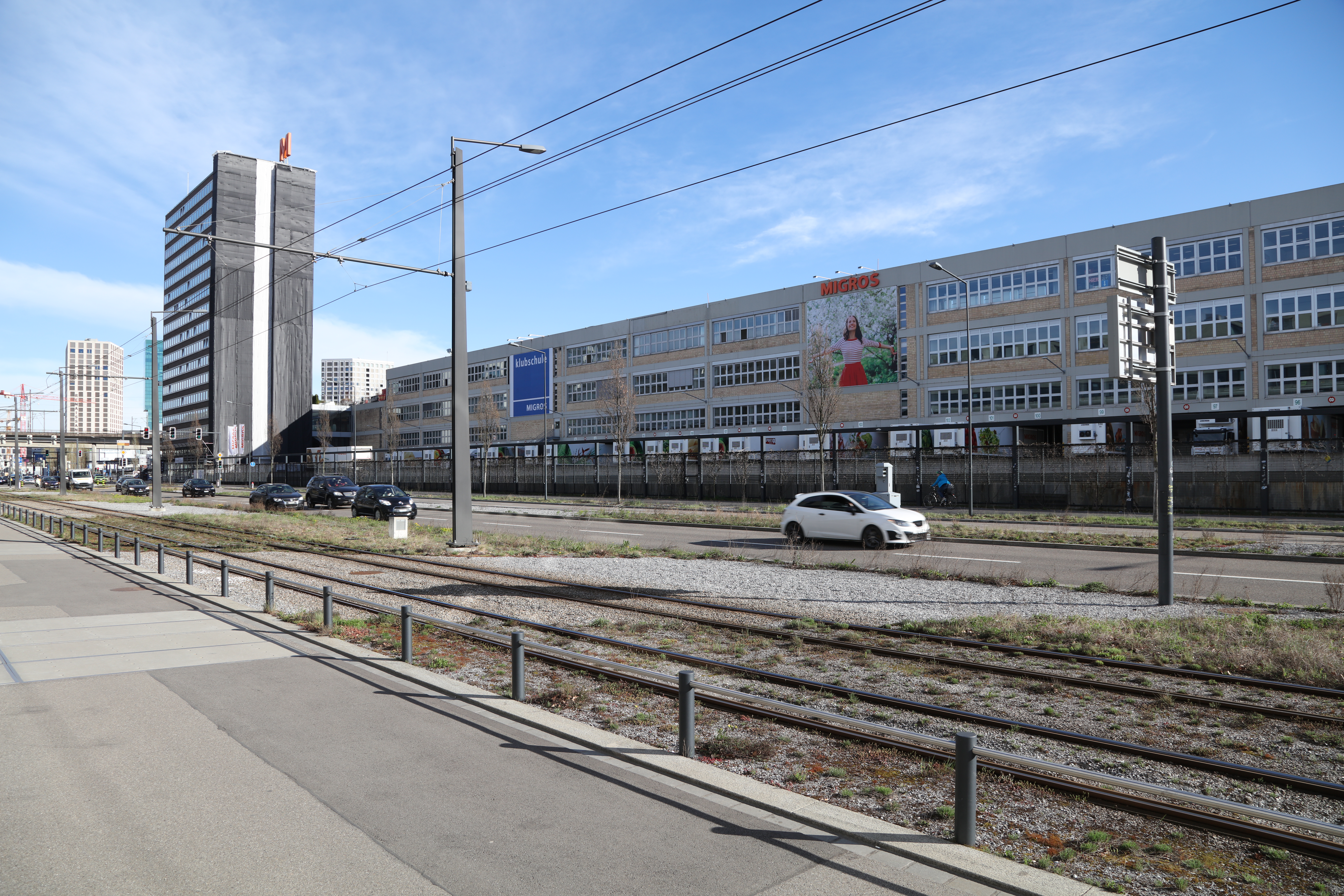
Verteilzentrum Herdern

Nach der Genossenschaftsgründung blieben die administrativen und personellen Beziehungen zwischen der GMZ und dem Migros-Genossenschafts-Bund (MGB) weiterhin eng und wurden erst im Laufe der Zeit entflechtet. So diente der 1941 bezogene Neubau des Hauptsitzes an der Limmatstrasse 152 hauptsächlich den Bedürfnissen des MGB. Die GMZ wiederum war der innovative Vorreiter der Migros. Am 15. März 1948 eröffnete sie den ersten Selbstbedienungsladen der Schweiz an der Seidengasse in Zürich (nur zwei Monate nach der europäischen Premiere bei der britischen Handelskette Tesco), vier Jahre später folgte am Limmatplatz die Eröffnung eines der ersten Supermärkte Europas, 1959 die erste Do-it-yourself-Abteilung. 1966 konnte nach zweijähriger Bauzeit die Verteilzentrale Herdern an der Pfingstweidstrasse fertiggestellt werden, mit einem umbauten Volumen von 500'000 m³ das bis dahin grösste Bauvorhaben der Migros-Gruppe überhaupt. Mehr als die Hälfte des dazu gehörenden, 16 Stockwerke hohen Bürogebäudes vermietete die GMZ an den MGB und an Tochtergesellschaften. Diese Situation hielt bis zum Bezug des noch grösseren Migros-Hochhauses im Jahr 1981 an. Knapp 60 Jahre nach dem Bau sind am denkmalgeschützten Hochhaus an der Pfingstweidstrasse 101 seit dem Februar 2022 umfassende Sanierungsarbeiten im Gang.
2006 wurde das von der Genossenschaft Migros Luzern entwickelte Herkunftslabel „Aus der Region. Für die Region.“ übernommen.

### Expansionsstrategie
Angesichts des gesättigten Detailhandelsmarktes in der Schweiz begann die GMZ zu Beginn des 21. Jahrhunderts weitere Geschäftsbereiche zu entwickeln, unabhängig vom MGB. Bereits ab 1983 betrieb die GMZ Fitnesszentren in ihrem Einzugsgebiet und allmählich entwickelte sich der Fitness- und Wellnessmarkt zu einem zweiten Kerngeschäft. Zwecks Diversifizierung in diesem Bereich übernahm die GMZ im Jahr 2007 die 1984 in Erlenbach gegründete Kette Activ Fitness mit damals neun Standorten. Nach der Verdichtung des Angebots im Raum Zürich folgte 2011 die nationale Expansion, einerseits durch die Eröffnung eigener Studios, andererseits durch die Übernahme mehrerer kleinerer Ketten in der Romandie. Heute ist Activ Fitness Marktleader in der Schweiz. 2012 expandierte die GMZ ihr Fitness- und Wellnessangebot nach Deutschland, gründete zu diesem Zweck die Migros Freizeit Deutschland GmbH (2019 fusioniert zur ACISO Fitness & Health GmbH) und entwickelte die Premium-Marke Elements. Da sich der weitere Ausbau als schwierig erwies, kooperierte die GmbH ab 2014 mit der Inline-Gruppe und übernahm sie zwei Jahre später ganz. Somit kamen die Unternehmensberatung für Fitnessunternehmen und die Betreuung der Franchiseformate Injoy und FT-Club als neue Geschäftsfelder hinzu. Per 1. Januar 2022 wurde die Firma vom Finanzinvestor Lafayette Mittelstand Capital übernommen.
2011 hat die Migros Zürich das von der Migros Aare entwickelte Voi-Ladenkonzept (Nahversorgung) übernommen.
Das 1947 gegründete Detailhandelsunternehmen Tegut hatte sich mit seiner raschen Expansion in den Osten Deutschlands nach der Wende einen beträchtlichen Modernisierungsstau eingehandelt, sodass die Besitzerfamilie Gutberlet nach einem möglichen Käufer Ausschau hielt. 2012 prüfte die GMZ die Schweizer Markteinführung der Bio-Produkte von Alnatura, einem mit Tegut eng verbundenen Unternehmen. Alnatura-Geschäftsführer Götz Rehn setzte GMZ-Geschäftsführer Jörg Blunschi über die Verkaufsabsichten der Gutberlets in Kenntnis. Rasch entschlossen stimmten Verwaltung und Genossenschaftsrat der GMZ der Expansion in den deutschen Detailhandel zu. Die im Oktober 2012 bekanntgegebene Transaktion erfolgte im Januar 2013 und die GMZ übernahm die Handelssparte der ehemaligen tegut… Gutberlet Stiftung & Co. KG. Nach einer Straffung des Filialnetzes, einer noch konsequenteren Ausrichtung auf Bio-Lebensmittel und dem Vorstoss in süddeutsche Wachstumsmärkte konnte eine deutliche Umsatzsteigerung erzielt werden. 2012 wurde der erste Alnatura Bio Super Markt der Schweiz eröffnet.
Auch im Schweizer Gastronomiemarkt stärkte die GMZ ihre Stellung. 2014 übernahm sie die 1988 in Uster gegründete Molino AG, die damals zum Portfolio der Athris Holding gehörte. Sie gründete die neue Tochtergesellschaft Ospena Group, womit zu den bisherigen Selbstbedienungsrestaurants mehr als ein Dutzend bediente Betriebe mit italienischer Küche hinzukamen. 2017 erfolgte die Übernahme der Fastfood-Kette Hitzberger (siehe Eduard Hitzberger) durch die GMZ.

### Ab 2020
Im Dezember 2020 gab die GMZ bekannt, dass sie das 2012 gekaufte Zentrum Witikon an Swiss Life verkauft hat. Ab April 2021 testete die Migros Zürich mit myMigros einen personalisierten Online-Supermarkt in der Stadt Zürich. Die Migros-Klubschulen wurden Anfang 2022 von Miduca AG übernommen. Per 1. Juli 2022 wurde der Golfplatz von der Migros Golf AG übernommen, welche der Migros Luzern angehört. Im März 2023 wurde in Kloten der erste Migros Teo der GMZ eröffnet, ein Kleinstladen ohne Verkaufspersonal, welcher rund um die Uhr zugänglich ist, mit einem von Tegut übernommenen Konzept. Es folgte ein weiterer Standort in Dietlikon, bevor die GMZ nach Abschluss der Pilotphase bekannt gab, beide Läden am 30. April 2025 zu schliessen. Der im Oktober 2021 in Affoltern am Albis eröffnete Obi-Baumarkt soll nach schlechtem Geschäftsgang im August 2023 geschlossen werden. Das Freizeitzentrum Milandia in Greifensee wird per Ende September 2023 verkauft. Im September 2024 wurde bekannt, dass die «Bridge» an der Europaallee per 1. Januar 2025 verkauft wurde. 2024 wurden die Melectronics-Fachmärkte geschlossen.
Anfang Dezember 2021 entschieden die Delegierten der Migros Zürich, die Genossenschaftsmitglieder darüber abstimmen zu lassen, ob künftig alkoholische Getränke verkauft werden sollen. Die Urabstimmung fand im Juni und Juli 2022 statt. Dabei lehnten die Mitglieder den Alkoholverkauf mit 80,3 % der Stimmen ab, was der deutlichsten Ablehnung aller zehn Genossenschaften entsprach.
Der langjährige Geschäftsführer Jörg Blunschi hat per Mitte 2024 den Rücktritt erklärt. Zu seinem Nachfolger wurde Patrik Pörtig ernannt, welcher seit Juli 2020 die Migros Fachmarkt AG leitet. Blunschi wiederum wurde im November 2023 von der Verwaltung der Migros Aare zu deren Verwaltungsratspräsidenten nominiert. Im November 2024 wurde bekannt, dass Migros Zürich jede zehnte Tegut-Filiale verkaufen will. Im Februar 2025 informierte der Migros-Genossenschafts-Bund, dass Migros Zürich den Franchise-Vertrag mit Alnatura nicht verlängern wird. Im Juli 2025 wurde bekannt, dass die 25 Alnatura Bio Super Märkte in der Schweiz Ende Jahr geschlossen werden, da kein neuer Franchisenehmer gefunden werden konnte. Die drei Do it + Garden Migros der GMZ werden nach dem 28. Juni 2025 geschlossen.